# Regina Höfer
Regina Höfer po mężu Pippig (ur. 18 października 1947 w Lipsku) – niemiecka lekkoatletka, płotkarka i sprinterka, mistrzyni Europy z 1969. W czasie swojej kariery reprezentowała Niemiecką Republikę Demokratyczną.
Wystąpiła na mistrzostwach Europy w 1966 w Budapeszcie w biegu na 80 metrów przez płotki, w którym odpadła w półfinale.
Zdobyła brązowy medal w sztafecie 4 × 1 okrążenie na europejskich igrzyskach halowych w 1967 w Pradze (sztafeta biegła w składzie: Regina Höfer, Petra Zörner, Renate Meißner i Brigitte Geyer), a w biegu na 50 metrów przez płotki zajęła 5. miejsce.
Na mistrzostwach Europy w 1969 w Atenach wywalczyła złoty medal w sztafecie 4 × 100 metrów (która biegła w składzie: Regina Höfer, Renate Meißner, Bärbel Podeswa i Petra Vogt), a w także zajęła 6. miejsce w biegu na 100 metrów i również 6. miejsce w biegu na 100 metrów przez płotki.
Była wicemistrzynią NRD w biegu na 100 metrów w 1969 oraz w biegu na 80 metrów przez płotki w 1966, a także brązową medalistką na 80 metrów przez płotki w 1965 i 1968, na 100 metrów przez płotki w 1969 oraz w sztafecie 4 × 100 metrów w 1968. Była również halową wicemistrzynią NRD w biegu na 55 metrów przez płotki w 1967.
Höfer czterokrotnie ustanawiała rekord NRD w sztafecie 4 × 100 metrów, wszystkie we wrześniu 1969, do wyniku 43,6 s (20 września 1969 w Berlinie).